# Věra Čáslavská
Věra Čáslavská, née le 3 mai 1942 à Prague et morte le 30 août 2016 dans la même ville, est une gymnaste tchécoslovaque, septuple championne olympique et vedette dans son sport des Jeux à Tokyo 1964 comme à Mexico 1968. En 1967 à Amsterdam, lors de la finale des championnats d'Europe, elle obtient les premiers 10 de l'histoire de la gymnastique artistique féminine, à la poutre et au sol.

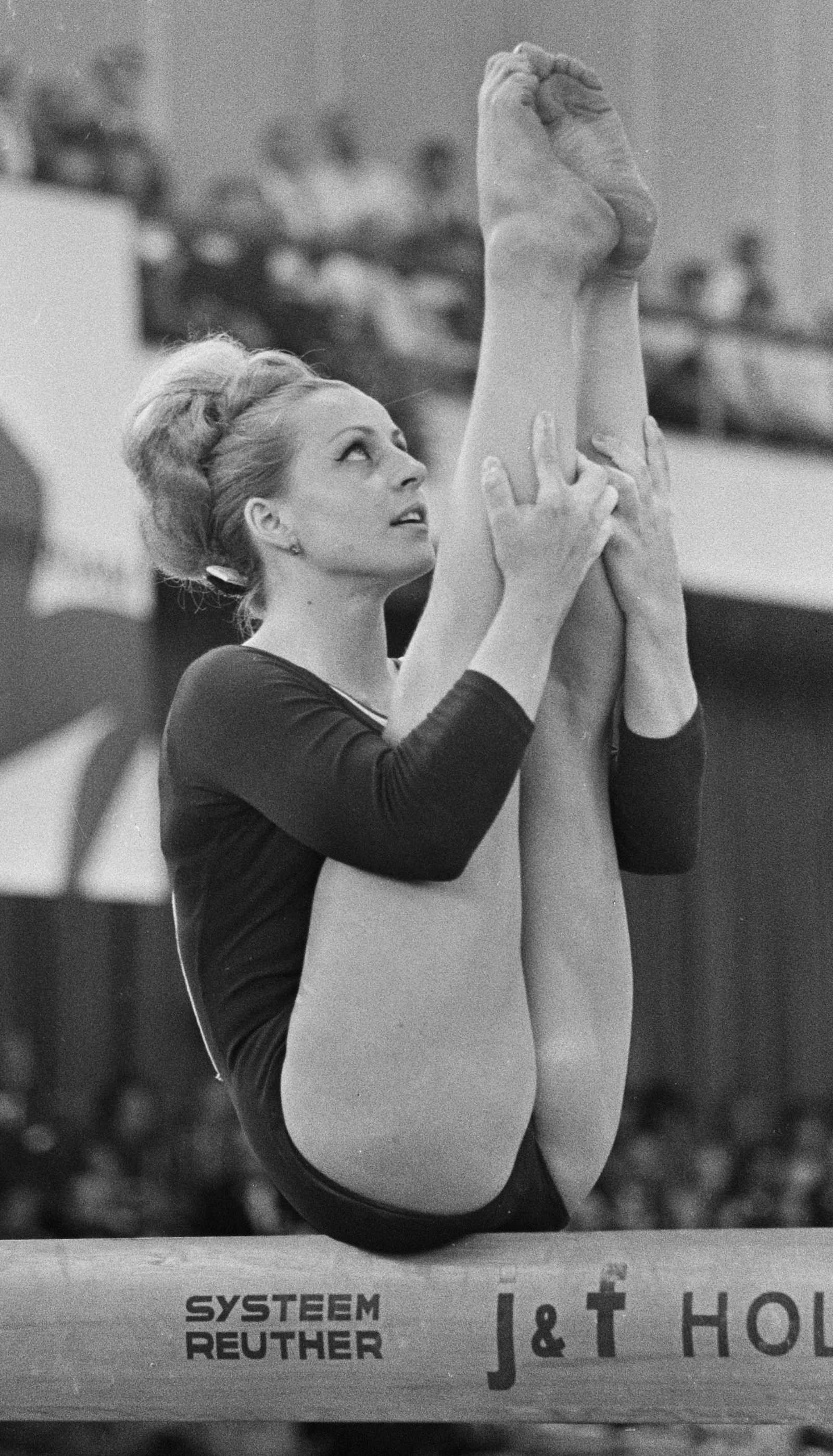
Věra Čáslavská aux championnats d'Europe de 1967.

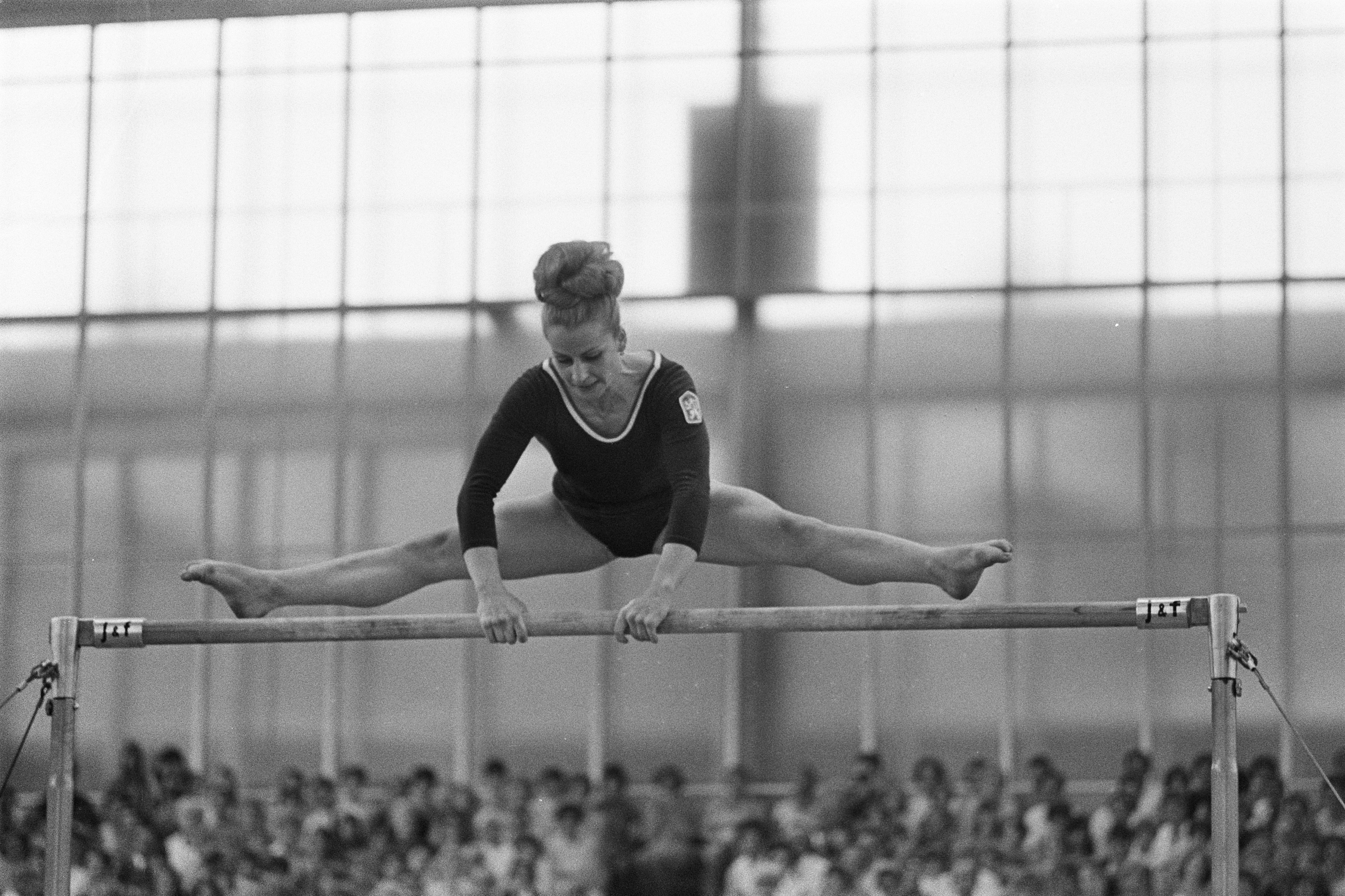
Věra Čáslavská aux barres asymétriques (gymnastique artistique féminine) lors des championnats d'Europe (1967).

## Biographie
Débutant sur la scène internationale lors des mondiaux de 1958, elle remporte sa première médaille avec l'argent par équipes. Elle est la grande vedette de la gymnastique artistique féminine aux Jeux olympiques, en 1964 à Tokyo (trois médailles d'or et une en argent) et en 1968 à Mexico (quatre médailles d'or et deux en argent).

## Palmarès

### Jeux olympiques
- Mexico 1968
  -   Médaille d'or au concours général
  -  Médaille d'or aux barres asymétriques
  -  Médaille d'or au saut de cheval
  -  Médaille d'or au sol
  -  Médaille d'argent à la poutre
  -  Médaille d'argent par équipes

- Tokyo 1964
  -  Médaille d'or au concours général
  -  Médaille d'or à la poutre
  -  Médaille d'or au saut de cheval
  -  Médaille d'argent par équipes

- Rome 1960
  -  Médaille d'argent par équipes

### Championnats du monde
- Dortmund 1966
  -  Médaille d'or au concours général
  -  Médaille d'or par équipes
  -  Médaille d'or au saut de cheval
  -  Médaille d'argent à la poutre
  -  Médaille d'argent au sol

- Prague 1962
  -  Médaille d'or au saut de cheval
  -  Médaille d'argent au concours général
  -  Médaille d'argent par équipes
  -  Médaille de bronze au sol

- Moscou 1958
  -  Médaille d'argent par équipes

### Championnats d'Europe
- Amsterdam 1967
  -  Médaille d'or au concours général
  -  Médaille d'or au saut de cheval
  -  Médaille d'or aux barres asymétriques
  -  Médaille d'or au sol
  -  Médaille d'or à la poutre

- Sofia 1965
  -  Médaille d'or au concours général
  -  Médaille d'or au saut de cheval
  -  Médaille d'or aux barres asymétriques
  -  Médaille d'or au sol
  -  Médaille d'or à la poutre

- Leipzig 1961
  -  Médaille de bronze au concours général
  -  Médaille de bronze au sol
  - 6e au saut de cheval
  - 5e aux barres asymétriques
  - 7e à la poutre

- Cracovie 1959
  -  Médaille d'or à la poutre
  -  Médaille d'argent au saut de cheval